# روي ستيوارت براون
روي ستيوارت براون (بالإنجليزية: Roy Stuart Brown)‏ هو طيار أمريكي، (و. 1888  م).